# Piotr Pawlukiewicz
Piotr Pawlukiewicz (ur. 10 kwietnia 1960 w Warszawie, zm. 21 marca 2020 tamże) – polski duchowny rzymskokatolicki, doktor teologii pastoralnej, rekolekcjonista, kaznodzieja, prałat, kanonik gremialny Kapituły Metropolitalnej Warszawskiej, autor książek o tematyce religijnej.

## Życiorys

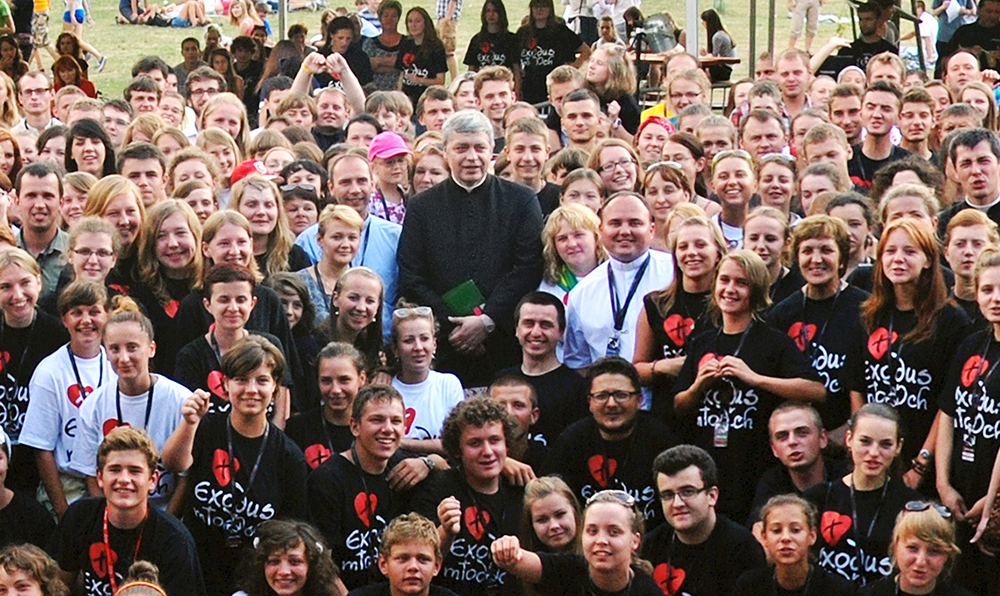
Ks. Piotr Pawlukiewicz z młodzieżą (2012)

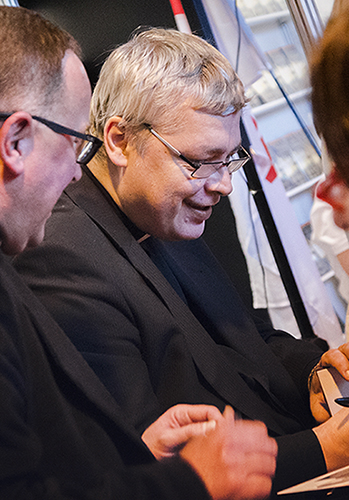
Targi Wydawców Katolickich (2016)

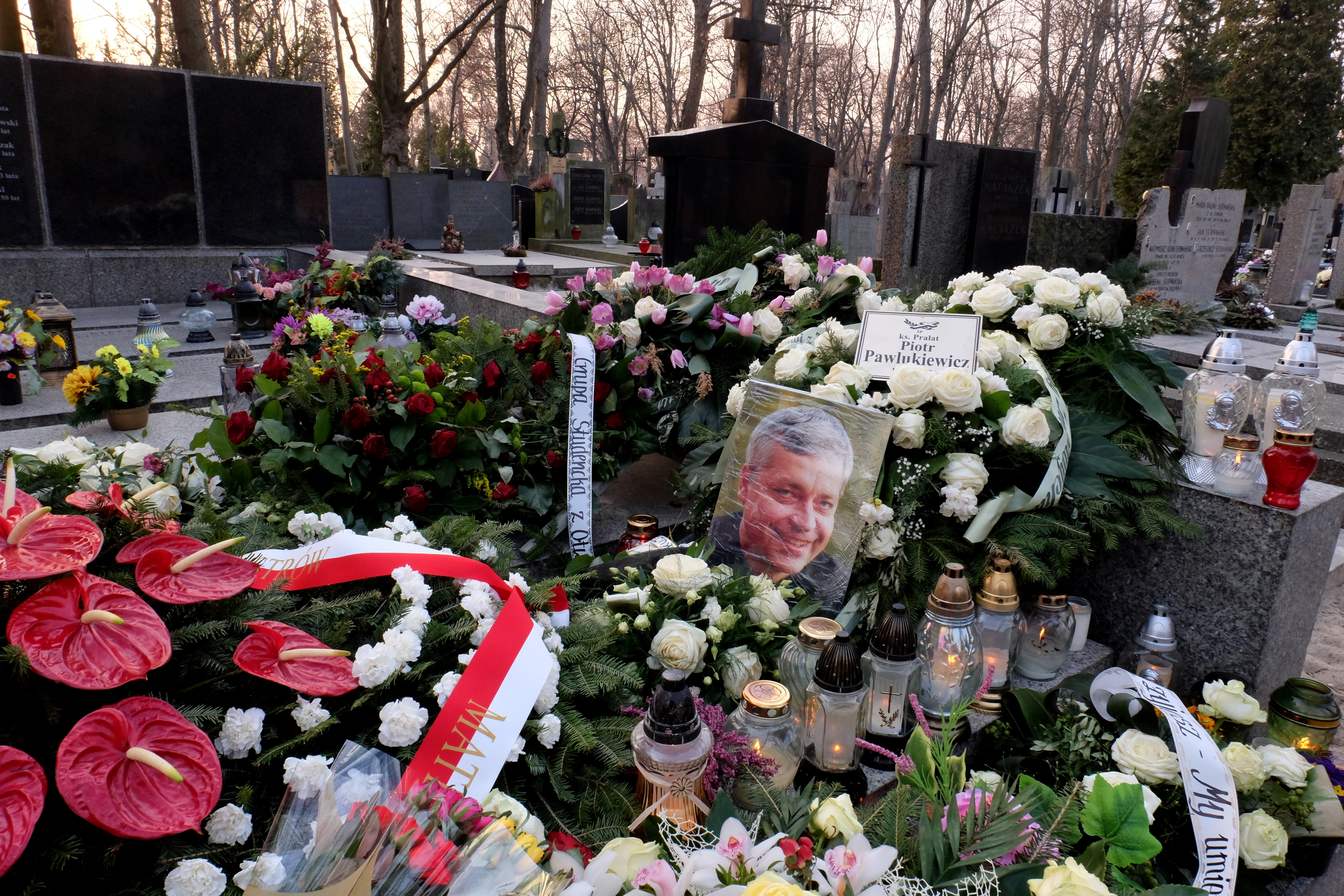
Grób ks. Piotra Pawlukiewicza na cmentarzu Powązkowskim w Warszawie

Studiował teologię pastoralną na Katolickim Uniwersytecie Lubelskim, homiletykę w Papieskiej Akademii Teologicznej w Krakowie i retorykę na Uniwersytecie Jagiellońskim. W 1985 ukończył Wyższe Metropolitalne Seminarium Duchowne w Warszawie. Święcenia kapłańskie przyjął 2 czerwca 1985. Przez dwa lata pracował jako wikariusz w parafii pw. św. Wincentego a Paulo w Otwocku. Następnie pełnił m.in. funkcję prefekta i wykładowcy teologii pastoralnej w Wyższym Metropolitalnym Seminarium Duchownym, a także dyrektora Wydziału Duszpasterskiego Kurii Warszawskiej. W latach 1991–1999 był zaangażowany w prace II Polskiego Synodu Plenarnego. Od 1992 członek Redakcji Mszy Świętej Radiowej przy bazylice Świętego Krzyża w Warszawie – głosił homilie podczas transmitowanej przez Polskie Radio mszy o godz. 9 rano. W latach 1996–1998 był redaktorem naczelnym Radia Józef w Warszawie. Współpracował z Radio Plus Warszawa, gdzie prowadził audycję Katechizm Poręczny poświęconą przede wszystkim odpowiedziom na pytania słuchaczy o praktyczne aspekty wiary. Przez wiele lat głosił także cieszące się dużą popularnością kazania o godz. 15:00 w warszawskim akademickim kościele św. Anny (Centralny Ośrodek Duszpasterstwa Akademickiego). W 1999 został mianowany wykładowcą homiletyki w Wyższym Metropolitalnym Seminarium Duchownym w Warszawie i teologii słowa na Papieskim Wydziale Teologicznym.
W latach 2000–2010 był kapelanem kaplicy w Sejmie RP i duszpasterzem parlamentarzystów.
W 2004 utworzył Zatokę – internetowe, zamknięte forum na którym użytkownicy toczyli wszelkiego rodzaju dyskusje, w tym te związane z wiarą.
Od 2014 do 2017 w Radiu Warszawa wspólnie z Pawłem Kęską prowadził audycję Księga.
Głosił liczne rekolekcje zarówno w parafiach i kościołach, jak i stacjonarne dla grup uczestników – w wielu miastach Polski oraz dla środowisk polonijnych. Do najbardziej znanych spośród wygłaszanych przez niego konferencji należą te poświęcone kwestii miłości i płciowości, w tym Seks – poezja czy rzemiosło?. Jego książki zostały przetłumaczone na język rosyjski, białoruski, ukraiński, litewski, węgierski, hiszpański.
Przez wiele lat zmagał się m.in. z chorobą Parkinsona.
Zmarł 21 marca 2020 w Warszawie w wieku niespełna 60 lat. Został pochowany 25 marca 2020 na cmentarzu Stare Powązki, w mogile kapłańskiej, w kwaterze 153. Liczba uczestników pogrzebu, ze względu na panującą pandemię COVID-19, była ograniczona do najbliższych członków rodziny i celebransów. Mszę pogrzebową, transmitowaną w Telewizji Trwam, Radiu Maryja i Internecie, odprawił metropolita warszawski kard. Kazimierz Nycz.
Tego samego dnia za wybitne osiągnięcia w pracy duszpasterskiej i działalności społecznej prezydent Polski odznaczył go pośmiertnie Krzyżem Oficerskim Orderu Odrodzenia Polski.

## Odznaczenia
- Krzyż Oficerski Orderu Odrodzenia Polski – (2020, pośmiertnie[13][14])

## Wydawnictwa

### Książki
- Z młodzieżą spokojnie o... wolności, Oficyna Wydawnicza Liberton, Warszawa 1995, ISBN 83-900896-4-5.
- Z rodzicami spokojnie o młodzieży. Z młodzieżą spokojnie o rodzicach, Warszawa 1996, ISBN 83-900896-5-3.
- Dzieciom o mszy świętej, Oficyna Wydawnicza Liberton, Warszawa 1996, ISBN 83-900896-6-1.
- Dzieciom o sakramencie pojednania, Oficyna Wydawnicza Liberton, Warszawa 1996, ISBN 83-900896-7-X.
- Porozmawiajmy spokojnie o... księżach, Oficyna Wydawnicza Liberton, Warszawa 1997, ISBN 83-900896-8-8.
- Porozmawiajmy spokojnie o tych sprawach, Oficyna Wydawnicza Liberton, Warszawa 1998, ISBN 83-910699-0-7.
- Porozmawiajmy spokojnie o... starości, Oficyna Wydawnicza Liberton, Warszawa 1998, ISBN 83-900896-9-6.
- Bóg dobry aż tak? O Bożym miłosierdziu myśli kilka, Oficyna Wydawnicza Liberton, Warszawa 1999, ISBN 83-910699-1-5.
- Kazania radiowe 1992–2002, Oficyna Wydawnicza Liberton, Warszawa 2002, ISBN 83-910699-6-6.
- Kazania radiowe 2003–2009, Oficyna Wydawnicza Liberton, 2011, ISBN 978-83-9106-999-8.
- Po co bierzmowanie?, Oficyna Wydawnicza Liberton, Warszawa 2003, ISBN 978-83-910699-7-4.
- Aleksander Fedorowicz. Po prostu ksiądz, Wydawnictwo Sióstr Loretanek, Warszawa 2008, ISBN 978-83-7257-316-2.
- Rozważanie Drogi Krzyżowej. Trzy homilie na uroczystość Zmartwychwstania Pańskiego, ISBN 978-83-910699-8-1.
- Katechizm poręczny, Wydawnictwo Sióstr Loretanek, Warszawa 2016, ISBN 978-83-725-7738-2.
- Katechizm poręczny 2, Wydawnictwo Sióstr Loretanek, Warszawa 2017, OCLC 1036527391.
- Czarny humor, czyli o kościele na wesoło, współautor: Bogusław Kowalski, Wydawnictwo RTCK, Nowy Sącz 2017, ISBN 978-83-65927-00-2.
- Wstań – Albo będziesz święty, albo będziesz nikim, Wydawnictwo Znak, Kraków 2018, ISBN 978-83-240-5447-3 (dostępna na CD, 2016, ISBN 978-83-64855-53-5).
- Seks – poezja czy rzemiosło, Wydawnictwo 2ryby.pl, Wrocław 2019, ISBN 978-83-951549-2-8 (dostępna na CD – 3 cz., 2015).
- Ty jesteś marką, Wydawnictwo RTCK, Nowy Sącz 2019, ISBN 978-83-65927-97-2 (dostępna z Ćwiczeniami Rozwojowymi, także w formatach ebook).
- Eucharystia (seria: Droga do nieba), Wydawnictwo Sióstr Loretanek, Warszawa 2020, ISBN 978-83-7257-989-8.
- Chrzest (seria: Droga do nieba), Wydawnictwo Sióstr Loretanek, Warszawa 2020, ISBN 978-83-7257-998-0.
- Sakrament pokuty i pojednania (seria: Droga do nieba), Wydawnictwo Sióstr Loretanek, Warszawa 2020, ISBN 978-83-7257-987-4.
- Bierzmowanie (seria: Droga do nieba), Wydawnictwo Sióstr Loretanek, Warszawa 2020, ISBN 978-83-7257-988-1.
- Księża na Księżyc! Tylko co dalej, Wydawnictwo Znak, Kraków 2020, ISBN 978-83-240-6035-1.

Ponadto wiele kazań ks. Pawlukiewicza opublikowanych zostało w zbiorach z serii Świętokrzyskie kazania radiowe, Instytut Teologiczny Księży Misjonarzy.

### Audiobooki i konferencje wideo
- Seks – poezja czy rzemiosło cz. I, Wydawnictwo Rhetos (zapis konferencji wygłoszonej 20 lutego 2003 na Katolickim Uniwersytecie Lubelskim).
- Seks – poezja czy rzemiosło cz. II, Wydawnictwo Rhetos (zapis konferencji wygłoszonej 5 grudnia 2005).
- Seks – poezja czy rzemiosło cz. III, Wydawnictwo Rhetos (zapis konferencji wygłoszonej 22 stycznia 2009 w Duszpasterstwie Akademickim DĄB przy Sanktuarium św. Andrzeja Boboli w Warszawie), ISBN 978-83-89781-37-6.
- Wstań – Albo będziesz święty, albo będziesz nikim, Wydawnictwo RTCK, 2016, ISBN 978-83-648-5554-2.
- Krzyżowa droga do zwycięstwa, współautorzy: Grzegorz Ryś, Stan Fortuna, Kamil Zbozień, Tomasz Nowak, Adam Szustak, Marek Dziewiecki, Maciej Szczęsny, Arkadiusz “Arkadio” Zbozień, Wydawnictwo RTCK, 2016, ISBN 978-83-64855-55-9.
- Czarny humor, współautor: Bogusław Kowalski, Wydawnictwo RTCK, Nowy Sącz 2016, ISBN 978-83-648-5558-0.
- Prosto z serca, Wydawnictwo RTCK, Nowy Sącz 2016, ISBN 978-83-648-5573-3.
- Czarny humor 2, współautor: Bogusław Kowalski, Wydawnictwo RTCK, Nowy Sącz 2017, ISBN 978-83-648-5582-5.
- Szczęście częściej, współautorzy: Mirosław Maliński, Felek alkoholik, Maria Popkiewicz-Ciesielska, Wydawnictwo 2ryby.pl, 2017, ISBN 978-83-944687-8-1.
- Mężczyzna 2.0 – rzecz o męskości i ojcostwie, współautorzy: Mirosław Maliński, Marcin Gajda, Monika Gajda, Jacek Pulikowski, Robert Friedrich, Maria Popkiewicz-Ciesielska, Wydawnictwo 2ryby.pl, 2017, ISBN 978-83-944687-6-7[16].

## Kontrast
W latach 80. założył zespół Kontrast, który działał w składzie:
- Piotr Pawlukiewicz (gitara, śpiew)
- Piotr Tomasik (gitara)
- Jacek Drozd (instrumenty klawiszowe, śpiew)

Zespół grał muzykę chrześcijańską zaaranżowaną w stylu soft rockowym i w latach 1990–1994 wydał kilka kaset, rozprowadzanych głównie w obrębie Kościoła:
- Ikona
- Obecność
- Pytania do świętych
- Ksiądz Rysio śpiewa dla dzieci

Po latach Ks. Piotr oceniał: największy pożytek z tego muzykowania dla mnie, to ostateczne przekonanie się, że z tymi marzeniami o karierze muzyka to była młodzieńcza pomyłka, jednak udostępnił nagrania i teksty większości piosenek Kontrastu na swojej stronie internetowej.